# (123290) Manoa
Pour les articles homonymes, voir Manoa.
(123290) Manoa est un astéroïde de la ceinture principale.

## Description
(123290) Manoa est un astéroïde de la ceinture principale. Il fut découvert le 25 octobre 2000 à Socorro (Nouveau-Mexique) par le projet LINEAR. Il présente une orbite caractérisée par un demi-grand axe de 2,58 UA, une excentricité de 0,14 et une inclinaison de 15,9° par rapport à l'écliptique.

## Compléments